# 克林根格拉本河 (高萊茵支流)
47°37′22″N 8°19′28″E / 47.62289°N 8.32433°E

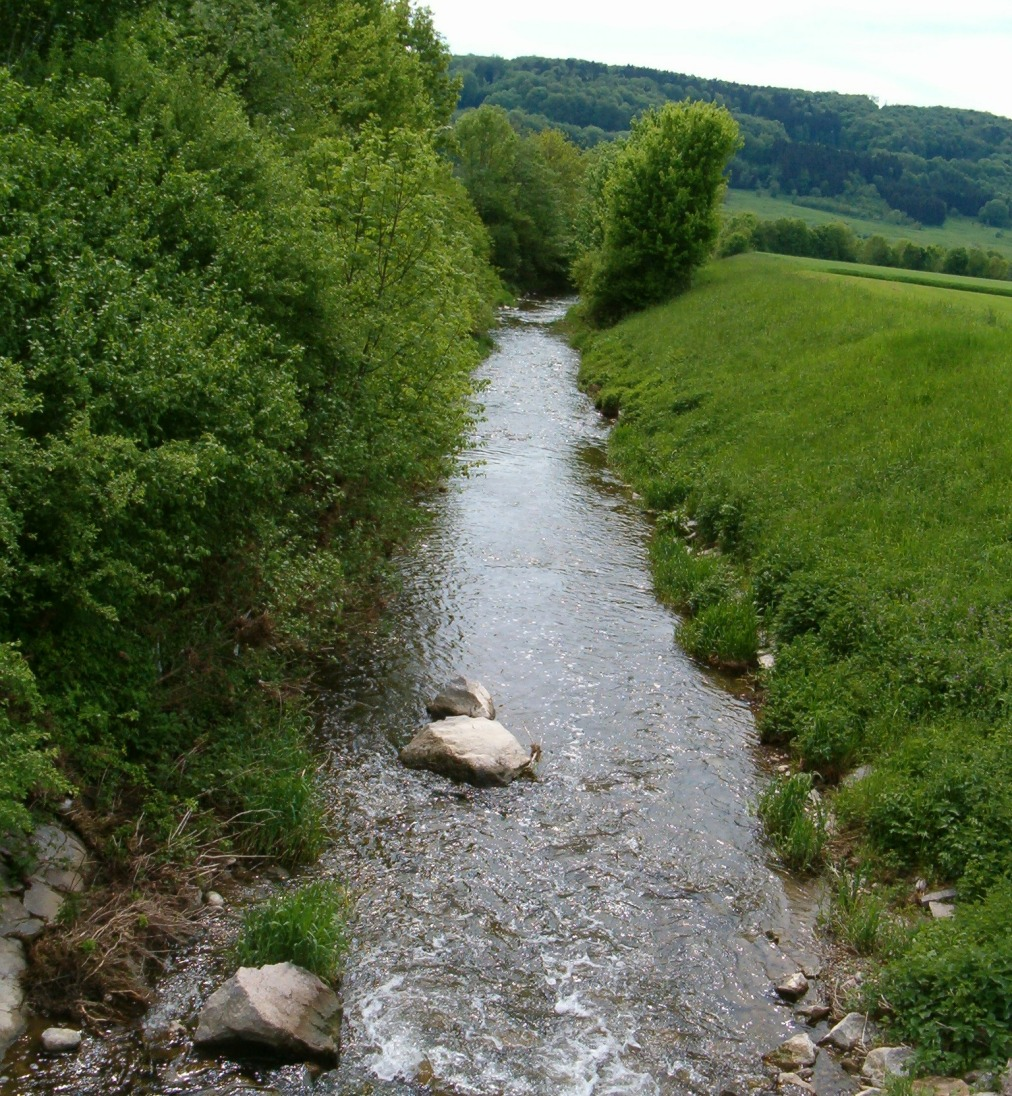

克林根格拉本河是瑞士的河流，位於該國北部，流經沙夫豪森州，屬於高萊茵的左支流，河道全長23.7公里，流域面積165.5平方公里，發源自諾因基希附近，河口處在勞赫林根。